# Marco Del Lungo
Marco Del Lungo (Tarquinia, Provincia de Viterbo, Italia, 1 de marzo de 1990) es un jugador italiano de waterpolo. Actualmente juega para el A.N. Brescia.
Es internacional absoluto con la selección italiana desde 2013, con la que ganó el Campeonato Mundial de 2019.

## Títulos

### Clubes
- Copa de Italia: 1

A.N. Brescia: 2011-12
- Copa LEN: 1

A.N. Brescia: 2015-16

### Selección
- Juegos Olímpicos

Londres 2012: 
- Campeonato Mundial

Gwangju 2019: 
- Liga Mundial

Ruza 2017: 
- Campeonato Europeo

Budapest 2014: 